# Suobbatjaure (Jokkmokks socken, Lappland, 743094-160068)
Suobbatjaure är en sjö i Jokkmokks kommun i Lappland och ingår i Luleälvens huvudavrinningsområde. Sjön har en area på 0,264 kvadratkilometer och ligger 658,1 meter över havet. Suobbatjaure ligger i Kvikkjokk-Kabla fjällurskog Natura 2000-område. Sjön avvattnas av vattendraget Tjatitj-Jåkkå.

## Delavrinningsområde
Suobbatjaure ingår i det delavrinningsområde (743021-160033) som SMHI kallar för Ovan 742314-160313. Medelhöjden är 698 meter över havet och ytan är 72,91 kvadratkilometer. Det finns inga avrinningsområden uppströms utan avrinningsområdet är högsta punkten. Tjatitj-Jåkkå som avvattnar avrinningsområdet har biflödesordning 3, vilket innebär att vattnet flödar genom totalt 3 vattendrag innan det når havet efter 279 kilometer. Avrinningsområdet består mestadels av skog (58 procent) och kalfjäll (39 procent). Avrinningsområdet har 0,26 kvadratkilometer vattenytor vilket ger det en sjöprocent på 0,4 procent.